# Liturgisches Jahrbuch
Das Liturgische Jahrbuch (Untertitel: Vierteljahreshefte für Fragen des Gottesdienstes), kurz LJ, ist die führende römisch-katholische liturgiewissenschaftliche Zeitschrift im deutschen Sprachraum. Seit dem Jahr 1951 wird das Liturgische Jahrbuch  vom Deutschen Liturgischen Institut herausgegeben. Der erste Schriftleiter der Zeitschrift war Joseph Pascher; derzeit hat Jürgen Bärsch diese Position inne.
Das LJ greift aktuelle Fragen des Gottesdienstes auf, um sie von den anthropologischen, historischen und theologischen Grundlagen her zu analysieren und sie in den Gesamtzusammenhang des kirchlichen Lebens zu stellen. Es bietet Hintergrundinformationen über die wichtigsten Ereignisse auf dem Gebiet der Liturgie auch außerhalb des deutschen Sprachraumes.